# جون فاركوهار فولتون
جون فاركوهار فولتون (بالإنجليزية: John Farquhar Fulton)‏ هو عالم وظائف الأعضاء أمريكي، ولد في 1 نوفمبر 1899 في سانت بول في الولايات المتحدة، وتوفي في 29 مايو 1960 في هامدن في الولايات المتحدة.